# Alban Minville
Pour les articles homonymes, voir Minville.
Alban Minville, né le 30 décembre 1898 à Gimont dans le Gers et mort en avril 1970 à Toulouse, est l’entraîneur entre les années 1930 et 1950 de nageurs comme Christian Talli, Alfred Nakache, Alex Jany, Georges Vallerey, Charles Babey, Jo Bernardo  ou Jean Boiteux. 
Il fit progresser nettement la technique de nage (par l'observation de ses nageurs) et insista sur l'ondulation pour la brasse (papillon). Novateur, il travaille sur la durée de l'entraînement, le rythme de la course, la musculation à sec ou par un travail spécifique (en attachant les pieds ou en cousant des morceaux de tissu à des gants). Prenant la suite de Marius Dégeilh, il était la figure dominante du club de natation de Toulouse.
Alban Minville meurt en avril 1970 à Toulouse à l'âge de 71 ans.
Aujourd'hui, un complexe municipal porte son nom à Toulouse. Il comprend une piscine, un centre sportif, un cinéma, un centre de loisirs : le Centre culturel Alban Minville.